# Paweł II (biskup poznański)
Paweł herbu Grzymała (zm. 31 marca 1242) – biskup poznański w latach 1211 do 1242.
Pochodził ze średniego rodu rycerskiego małopolskiego albo śląskiego. Księga Henrykowska podaje, że pochodził z tego samego rodu, co Mikołaj, notariusz księcia Henryka Brodatego.
Wiadomo, że studiował na jakimś uniwersytecie, gdyż uzyskał tytuł magistra (teologii?). Na biskupa poznańskiego został wybrany przez kapitułę poznańską przed 11 kwietnia 1211 roku jako następca zmarłego biskupa Arnolda. Dwóch członków kapituły zaprotestowało przeciw temu wyborowi i odwołało się do Stolicy Apostolskiej, jednak papież Innocenty III w bulli prekonizacyjnej z 17 lipca 1211 zatwierdził Pawła. W 1212 w Mstowie arcybiskup Henryk Kietlicz, który początkowo sprzeciwiał się jego kandydaturze, udzielił mu sakry biskupiej. Tym samym Paweł stał się pierwszym biskupem poznańskim obranym przez kapitułę w wolnej elekcji.
Paweł odgrywał znaczącą rolę w życiu politycznym Polski. Dwukrotnie występował jako rozjemca między książętami dzielnicowymi. W 1216 doprowadził do porozumienia między księciem śląskim Henrykiem Brodatym a księciem wielkopolskim Władysławem Laskonogim, na mocy którego Henryk oddał Władysławowi ziemię lubuską w dożywocie. Ugodę zatwierdził papież Honoriusz III w bulli z 9 lutego 1217. Wziął udział w wiecu książąt i biskupów w Gąsawie w listopadzie 1227 roku. Uczestniczył w wiecu Władysława III Laskonogiego z biskupami i możnymi w Cieni w 1228 roku, na którym książę wydał przywilej. Z kolei w 1234 pośredniczył wraz z biskupem krakowskim w sporze granicznym między Henrykiem Brodatym a Władysławem Odonicem (następcą Laskonogiego). Również tym razem zawarte porozumienie zatwierdziła Stolica Apostolska (bulla Grzegorza IX z 26 czerwca 1235).
W trakcie sporu o obsadę arcybiskupstwa gnieźnieńskiego w 1220 Paweł udzielił znaczącego poparcia Wincentemu z Niałka, który ostatecznie faktycznie objął tę funkcję. Cztery lata później z nominacji Honoriusza III Paweł został sędzią delegowanym w sporze między arcybiskupem Wincentym a opactwem w Trzemesznie.
W czasie swych rządów Paweł uzyskał szereg przywilejów i nadań dla kościoła poznańskiego od władców piastowskich, w szczególności od Władysława Odonica. Najważniejszy z nich, wydany przez Odonica 3 lipca 1237 roku, zwalniał poddanych biskupa od wszelkich obowiązków względem księcia lub jego baronów i z nielicznymi wyjątkami uwalniał ich spod jurysdykcji sądowej księcia. Sam biskup z kolei był bardzo hojny względem zakonów, zwłaszcza joannitów oraz cystersów, m.in. współdziałał przy fundacjach klasztorów cysterskich w Henrykowie i Paradyżu.
W 1233 Paweł uczestniczył w synodzie prowincjonalnym w Sieradzu, na którym uchwalono statuty m.in. przeciwko konkubinatowi wśród duchowieństwa. Występuje też jako świadek na licznych dokumentach Władysława Odonica.
Paweł zmarł w roku 1242, a nie 1240, jak się czasem podaje na podstawie dokumentu datowanego na 21 lipca 1240, w którym występuje już jego następca Bogufał II. Dokument ten jest falsyfikatem.